# Porrentruy
Porrentruy (/pɔʁɑ̃tʁɥi/, toponimo francese; in tedesco Pruntrut) è un comune svizzero di 6 678 abitanti del Canton Giura, nel distretto di Porrentruy del quale è il capoluogo; ha il titolo di città.

## Storia
Dal 1528 al 1678 Porrentruy fu sede della diocesi di Basilea, in quanto il vescovo era stato cacciato da tale città che aveva aderito alla Riforma protestante. La sede del vescovo e del capitolo fu poi trasferita ad Arlesheim e poi a Soletta.

## Monumenti e luoghi d'interesse

### Architetture religiose
- Chiesa cattolica di San Germano, eretta nell'XI secolo e ricostruita nel XIII secolo[1];
- Chiesa cattolica di San Pietro, eretta nel 1321-1323[1];
- Sinagoga, eretta nel 1874[1].

### Architetture civili
- Castello di Porrentruy, attestato dal 1283[1];
- Fontane monumentali di Le Banneret e La Samaritaine, erette nel 1560 circa[1].

## Società

### Evoluzione demografica
L'evoluzione demografica è riportata nella seguente tabella:
Abitanti censiti

### Lingue
Nel 2000 la maggioranza della popolazione (6 046 abitanti, l'89,5% del totale) parlava francese come prima lingua, con la lingua tedesca in seconda posizione (191 persone, 2,9%) e l'italiano in terza (147, 2,2%); nello stesso anno c'erano 2 persone che parlavano romancio.

## Infrastrutture e trasporti

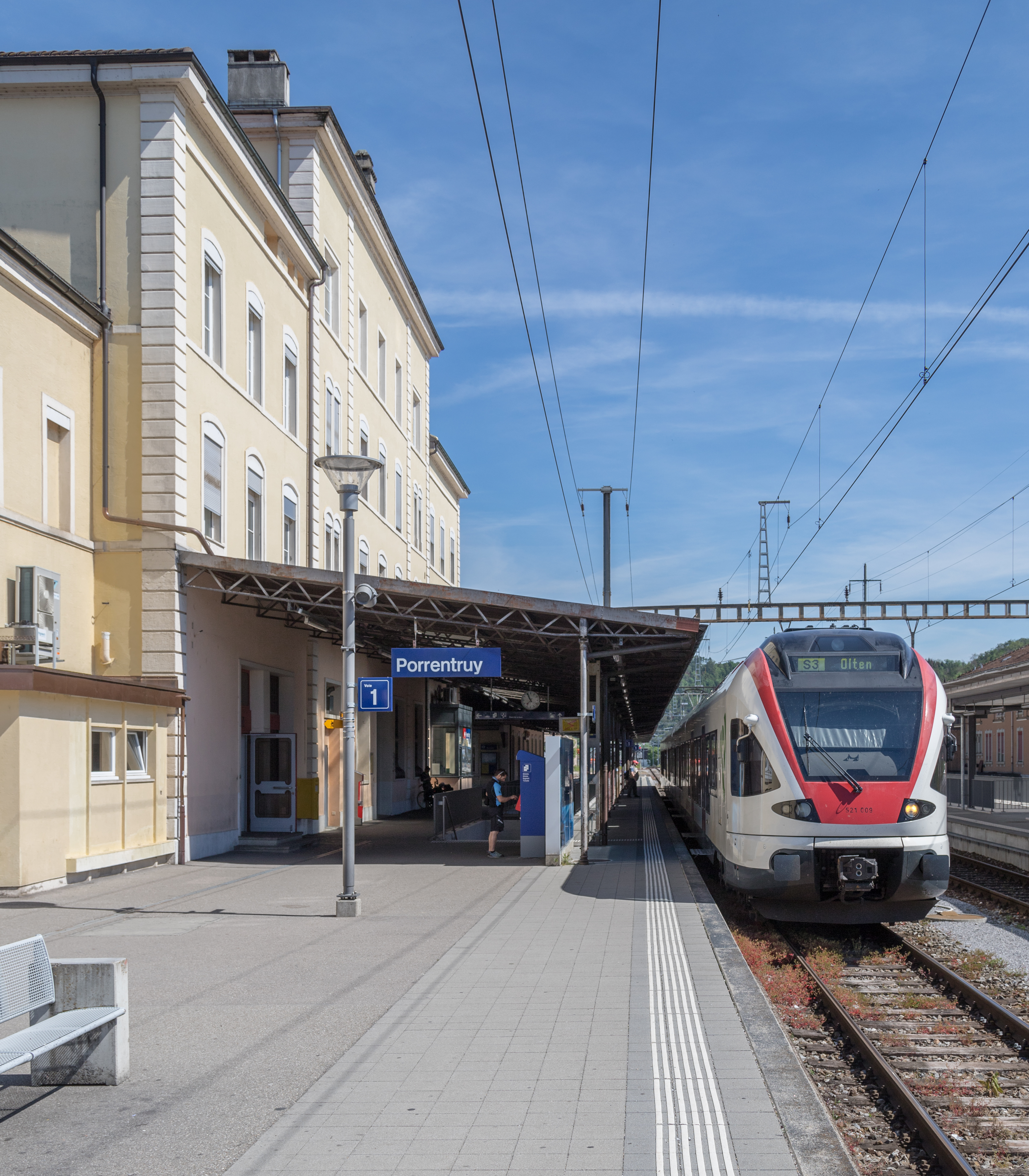
La stazione di Porrentruy

La città è servita dalla stazione di Porrentruy sulla ferrovia Delémont-Delle (linea S3 della rete celere di Basilea).

## Amministrazione
Ogni famiglia originaria del luogo fa parte del cosiddetto comune patriziale e ha la responsabilità della manutenzione di ogni bene ricadente all'interno dei confini del comune. La città appartiene all'associazione I borghi più belli della Svizzera.

### Gemellaggi
- Tarascona[senza fonte]

## Sport

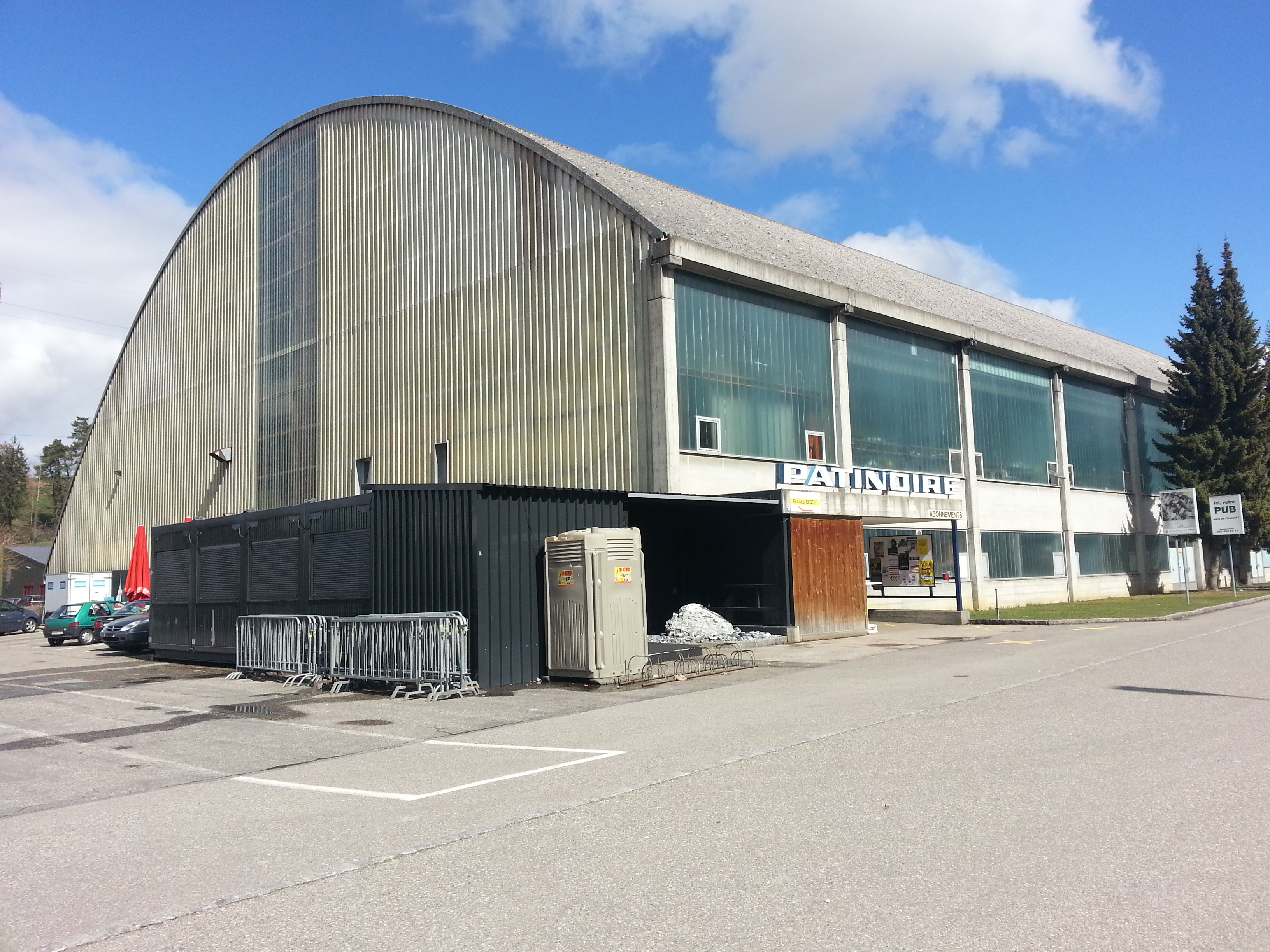
La patinoire du Voyeboeuf

A Porrentruy ha sede la squadra di hockey su ghiaccio Hockey Club Ajoie che gioca le partite interne nella patinoire du Voyeboeuf.